# Rudnjanskij rajon (Oblast' di Volgograd)
Il Rudnjanskij rajon (in russo Руднянский район?) è un rajon dell'oblast' di Volgograd, nella Russia europea il cui capoluogo è Rudnja. Istituito nel 1929, ricopre una superficie di 1.946 chilometri quadrati e nel 2021 ospitava una popolazione di circa 14.700 abitanti.